# Ignacy Banachiewicz
Ignacy Jan Banachiewicz (ur. 6 lutego 1875 w Warszawie, zm. 11 listopada 1940 w Dachau) – polski inżynier technolog, przemysłowiec, przewodniczący rady miejskiej i burmistrz Zawiercia.

## Życiorys
Ukończył gimnazjum w Warszawie (1895) a następnie Instytut Technologiczny w Petersburgu (1901). Podczas studiów uczestniczył w polskich tajnych kółkach samokształceniowych. Po studiach przeniósł się do Zawiercia, gdzie pracował jako inżynier a następnie dyrektor "Fabryka Pędni, Maszyn i Odlewnia Żeliwa Krawczyk i S-ka" w Zawierciu. Podczas I wojny światowej był członkiem a następnie przewodniczącym rady miejskiej w Zawierciu. Po odzyskaniu niepodległości pełnił funkcję burmistrza tego miasta (listopad 1918 - luty 1919). W 1919 przejął firmę należącą do jego teścia Marcina Krawczyka (w 1939 zmienił nazwę fabryki na "Wytwórnia Maszyn w Zawierciu inż. I. Banachiewicz i S-ka"). W okresie międzywojennym prezes miejscowego oddziału Tow. Gimnastycznego "Sokół", Związku Rezerwistów RP oraz rady nadzorczej Szkoły Rzemieślniczej. Był także wiceprezesem Polskiej Macierzy Szkolnej i Ligi Morskiej i Kolonialnej. W czasie okupacji hitlerowskiej jego fabryka nie funkcjonowała, a po wojnie została znacjonalizowana. On sam został wraz z żoną aresztowany przez Gestapo i zginął zamordowany w niemieckim obozie zagłady KL Dachau, jego symboliczny grób znajduje się w grobowcu rodzinnym na Powązkach w Warszawie (kwatera 247, rząd 5, miejsce 7).

### Odznaczony
Medal Niepodległości

## Życie prywatne
Syn ziemianina i właściciela majątku ziemskiego w Cychrach pod Warszawą Artura (1840-1910) i Zofii z Rzeszotarskich (1852-1920). Miał rodzeństwo: starszą siostrę Zofię (1878-1961) żonę Stanisława Domaszewskiego i młodszego brata astronoma i geodetę Tadeusza. Od 1913 mąż Zofii z Krawczyków (1892-1969), mieli syna inżyniera Jerzego Wojciecha (1913-1976).